# António Ferreira (poète)
Pour les articles homonymes, voir Ferreira et Antonio Ferreira.
António Ferreira est un poète et dramaturge portugais, né à Lisbonne en 1528, mort en 1569. Sa pièce de théâtre La Tragédie d'Inès de Castro figure sur la "Liste des 50 œuvres essentielles de la littérature portugaise" établie en 2016 par le Diário de Notícias.

## Biographie
Fils d'un intendant de la maison de Bragance, il fait ses études à Coimbra et devient professeur à l'université de cette ville. 
Il occupait une place de juge au tribunal suprême de Lisbonne. Il réussit dans l'élégie, l'épître, l'ode, la comédie, la tragédie ; sa meilleure pièce est Inès de Castro, une des premières tragédies régulières qu'aient produites les temps modernes. 
On a réuni ses Poésies à Lisbonne, 1598 ; ses Comédies ont paru en 1621 avec celles de Francisco de Sá de Miranda. On l'a surnommé l'Horace portugais.